# Liste der Kulturdenkmäler in Kirchhasel (Hünfeld)
Die folgende Liste enthält die in der Denkmaltopographie ausgewiesenen Kulturdenkmäler auf dem Gebiet des Ortsteils Kirchhasel der  Stadt Hünfeld, Landkreis Fulda, Hessen.
Hinweis: Die Reihenfolge der Denkmäler in dieser Liste orientiert sich an der Anschrift, alternativ ist sie auch nach der Bezeichnung, der vom Landesamt für Denkmalpflege vergebenen Nummer oder der Bauzeit sortierbar.
Kulturdenkmäler werden fortlaufend im Denkmalverzeichnis des Landes Hessen durch das Landesamt für Denkmalpflege Hessen auf Basis des Hessischen Denkmalschutzgesetzes (HDSchG) geführt. Die Schutzwürdigkeit eines Kulturdenkmals hängt nicht von der Eintragung in das Denkmalverzeichnis des Landes Hessen oder der Veröffentlichung in der Denkmaltopographie ab.

Das Vorhandensein oder Fehlen eines Objekts in dieser Liste ist keine rechtsverbindliche Auskunft darüber, ob es Kulturdenkmal ist oder nicht: Diese Liste entspricht möglicherweise nicht dem aktuellen Stand der offiziellen Denkmaltopographie. Diese ist für Hessen in den entsprechenden Bänden der Denkmaltopographie Bundesrepublik Deutschland und im Internet unter DenkXweb – Kulturdenkmäler in Hessen einsehbar. Auch diese Quellen sind, obwohl sie durch das Landesamt für Denkmalpflege Hessen aktualisiert werden, nicht immer aktuell, da es im Denkmalbestand immer wieder Änderungen gibt.
Eine verbindliche Auskunft erteilt allein das Landesamt für Denkmalpflege Hessen.
Nutze diese Kartenansicht, um Koordinaten in der Liste zu setzen. In dieser Kartenansicht sind Kulturdenkmale ohne Koordinaten mit einem roten bzw. orangen Marker dargestellt und können in der Karte gesetzt werden. Kulturdenkmale ohne Bild sind mit einem blauen bzw. roten Marker gekennzeichnet, Kulturdenkmale mit Bild mit einem grünen bzw. orangen Marker.
| Bild            | Bezeichnung                  | Lage                                               | Beschreibung                                                                                               | Bauzeit                             | Objekt-Nr. |
| --------------- | ---------------------------- | -------------------------------------------------- | --- | ----------------------------------- | ---------- |
| Bild gesucht BW | Bildstock                    | Am Dornstiegel LageFlur: 13, Flurstück: 55/18      | Barocker Bildstock.                                                                                        | 1736, bezeichnet.                   | 37650 DDB  |
| Bild gesucht BW | Friedhofskreuz               | Am Heilig LageFlur: 16, Flurstück: 5/1             | Steinkruzifix                                                                                              | 1903, bezeichnet.                   | 37651 DDB  |
| Bild gesucht BW | Wegekreuz                    | Auf dem Heilig LageFlur: 16, Flurstück: 20/5       | Steinkruzifix                                                                                              | 1884, bezeichnet.                   | 37645 DDB  |
| Bild gesucht BW | Wegekreuz                    | Georgstraße LageFlur: 13, Flurstück: 55/9          | Steinkruzifix                                                                                              | 1875, bezeichnet.                   | 37646 DDB  |
| Bild gesucht BW | Hofreite                     | Georgstraße 10 LageFlur: 18, Flurstück: 105/5      | Dreiseitig umbaute Hofreite mit Baugliedern aus unterschiedlicher Entstehungszeit.                         | Um 1800 (Wohnhaus)                  | 37636 DDB  |
| Bild gesucht BW | Fachwerkhaus                 | Georgstraße 12 LageFlur: 18, Flurstück: 108/6      | Zweistöckiges giebelständiges Fachwerkhaus.                                                                | Vor 1850 vermutet.                  | 37637 DDB  |
| Bild gesucht BW | Fachwerkhaus                 | Georgstraße 13 LageFlur: 18, Flurstück: 64/1       | Zweistöckiges Fachwerkhaus mit einseitigem Krüppelwalmdach.                                                | Vor 1850 (Wohnwirtschaftsgebäude)   | 37638 DDB  |
| Bild gesucht BW | Hofreite                     | Georgstraße 14 LageFlur: 18, Flurstück: 110/2      | | Um 1850 (Fachwerkwohnhaus)          | 37639 DDB  |
| Bild gesucht BW | Fachwerkhaus                 | Georgstraße 19 LageFlur: 18, Flurstück: 52/2, 52/3 | Zweistöckiges Fachwerkhaus.                                                                                | 1855 (Sockelinschrift)              | 37640 DDB  |
| Bild gesucht BW | Fachwerkhaus                 | Georgstraße 24 LageFlur: 18, Flurstück: 128/3      | Kleines zweistöckiges Fachwerkhaus.                                                                        | 19. Jahrhundert vermutet.           | 37641 DDB  |
| Bild gesucht BW | Muttergottes                 | Georgstraße (K 135) LageFlur: 13, Flurstück: 55/6  | Figur der Muttergottes.                                                                                    | 1898, bezeichnet.                   | 37644 DDB  |
| Bild gesucht BW | Muttergottes                 | Im Winkel LageFlur: 3, Flurstück: 30/1             | Vollplastik der Muttergottes.                                                                              | 1924, bezeichnet.                   | 827544 DDB |
| Bild gesucht BW | Fachwerkhaus, Bildstock      | Im Winkel 1 LageFlur: 3, Flurstück: 54/3           | Im Weiler Stendorf stehendes zweistöckiges traufenständiges Fachwerkhaus.                                  | Um 1800                             | 37652 DDB  |
| Bild gesucht BW | Hochkreuz                    | Im Winkel 9 LageFlur: 3, Flurstück: 42/1           | Steinkruzifix im Weiler Stendorf.                                                                          | 1904, bezeichnet.                   | 37653 DDB  |
| Bild gesucht BW | Muttergottes                 | Im Winkel 10 LageFlur: 3, Flurstück: 34/1          | Standbild der Muttergottes im Weiler Stendorf.                                                             | Beginn 20. Jahrhundert vermutet.    | 37655 DDB  |
| Bild gesucht BW | Hochkreuz                    | Kirchweg LageFlur: 18, Flurstück: 149/6            | Steinkruzifix                                                                                              | 1833, bezeichnet.                   | 37643 DDB  |
| Bild gesucht BW | Katholische Kirche St. Georg | Kirchweg 5 LageFlur: 18, Flurstück: 72, 74/5       | Dreischiffige Pfeilerbasilika nach Plänen des Regierungsbaumeisters Wilhelm Reinhard, Stuttgart errichtet. | 1947/50                             | 37642 DDB  |
| Bild gesucht BW | Bildstock                    | Lindentorstraße LageFlur: 18, Flurstück: 157/2     | Barocker Bildstock.                                                                                        | 1734, bezeichnet.                   | 37648 DDB  |
| Bild gesucht BW | Fachwerkhaus                 | Lindentorstraße 1 LageFlur: 18, Flurstück: 130/6   | Zweistöckiges giebelständiges Fachwerkhaus, das weitgehend verkleidet bzw. verschindelt ist.               | Beginn 18. Jahrhundert (Entstehung) | 37647 DDB  |
| Bild gesucht BW | Wegekreuz                    | Maststraße LageFlur: 17, Flurstück: 7/1            | Steinkruzifix                                                                                              | 1868, bezeichnet.                   | 37649 DDB  |
| Bild gesucht BW | Bildstock                    | Rinnrain LageFlur: 18, Flurstück: 147/8            | Qualitätvoller Bildstock.                                                                                  | 1810, bezeichnet.                   | 37775 DDB  |